# Harley Benton
Harley Benton és la marca de distribuïdor per a instruments de corda, els seus amplificadors i harmòniques de Musikhaus Thomann, un gran comerciant d'instruments i equips d'àudio de Baviera (Alemanya).

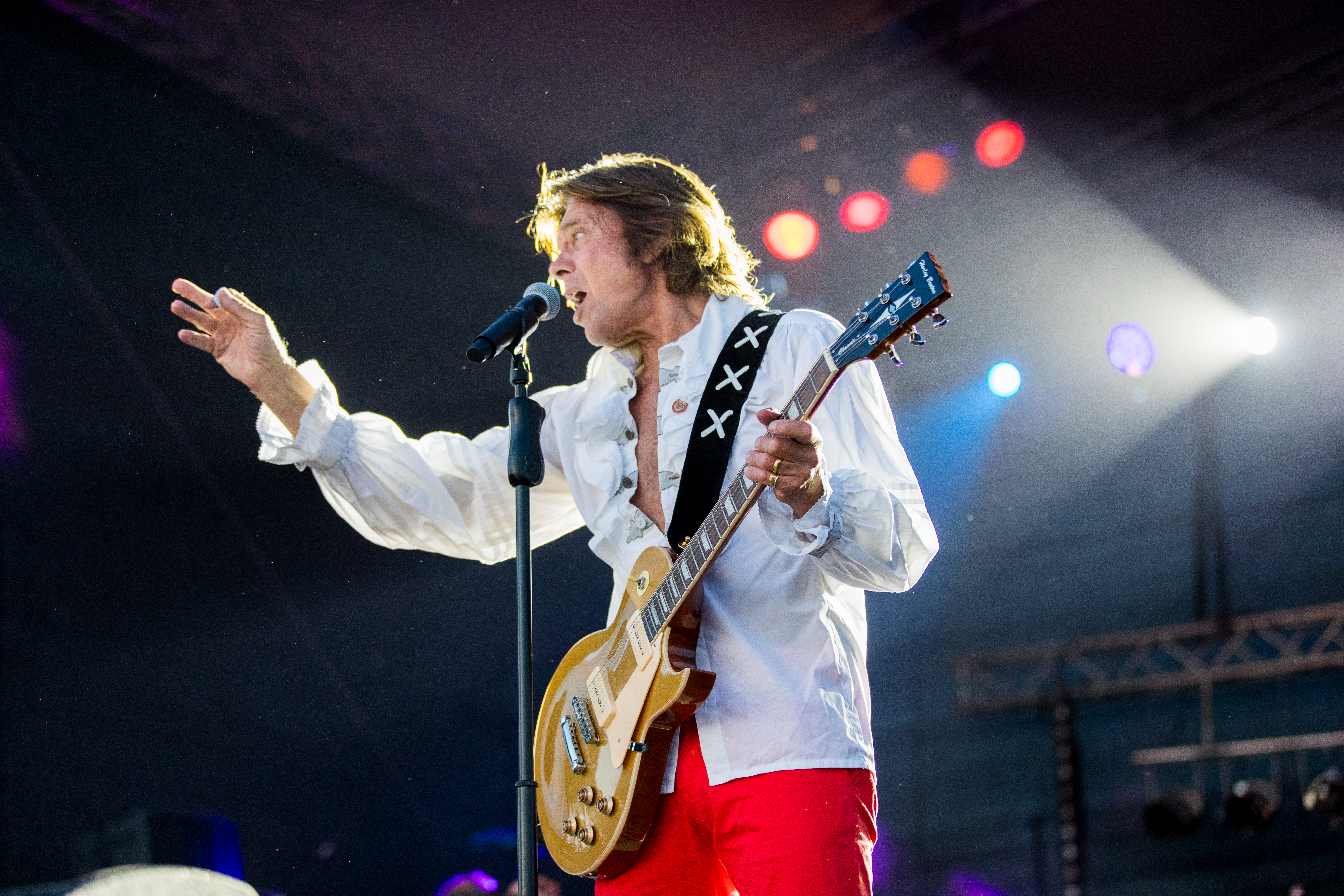
El cantant alemany de Schlager, Jürgen Drews, amb un model Harley Benton Single Cut (2016).

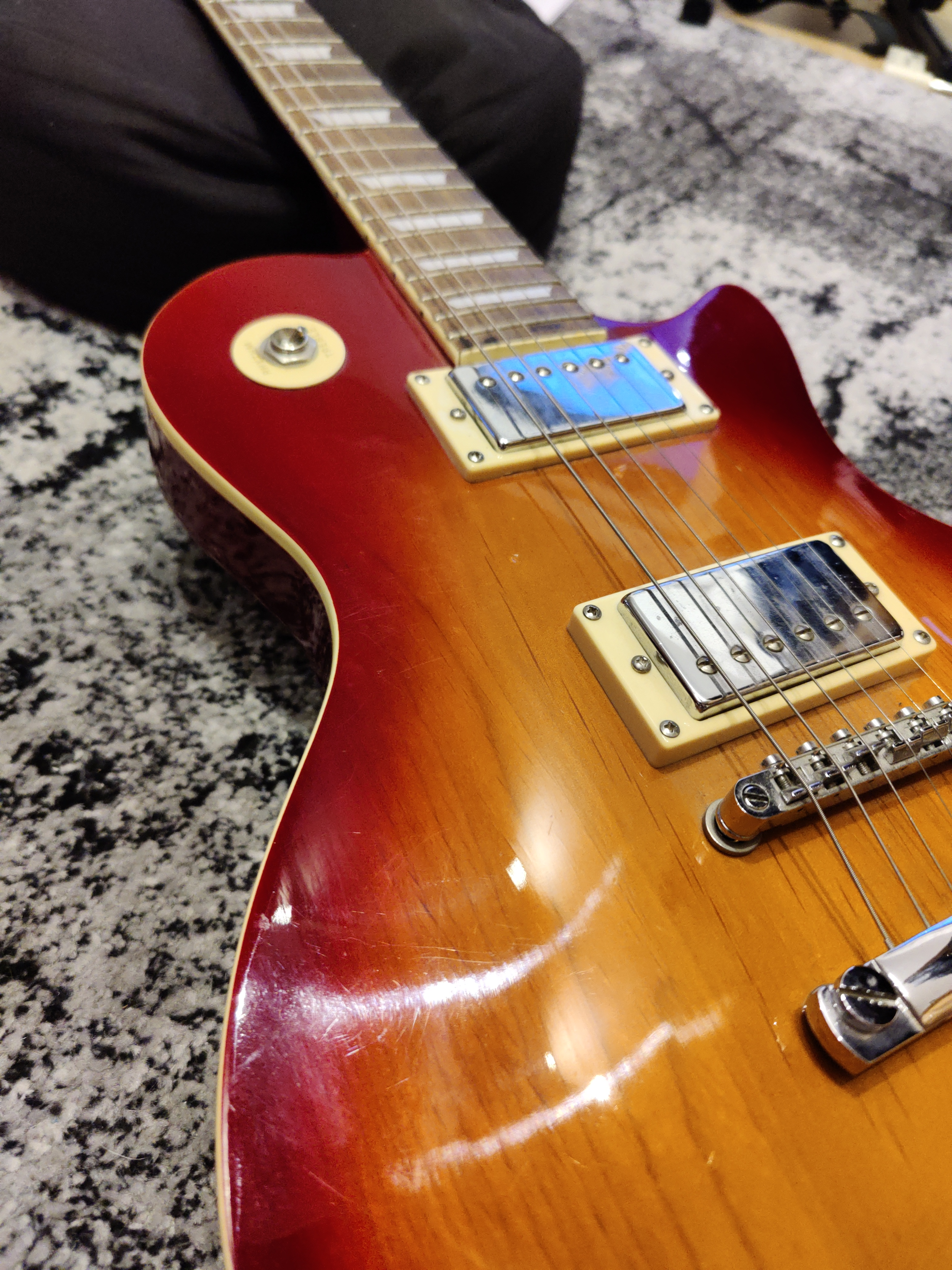
model de tall únic de la marca Harley Benton amb acabat "sunburst".

La marca generalment es dirigeix al mercat econòmic, intentant oferir instruments de més qualitat que els que se solen trobar en els respectius rangs de preu. Per a la gamma de preus mitjana-baixa (la gamma alta del rang de preus que cobreix Harley Benton), això s'aconsegueix oferint característiques normalment reservades per a instruments de preu més alt, com ara colls torrats (torrats o tractats tèrmicament), acabats especials o trasts d'acer inoxidable.
La majoria dels productes de Harley Benton són guitarres de diversos tipus, com ara guitarres elèctriques, guitarres acústiques, guitarres clàssiques, guitarres lap steel i baixos elèctrics. A més del seu negoci principal de guitarres, la línia d'instruments Harley Benton també inclou banjos, mandolines, ukeleles, harmòniques diatòniques, violins elèctrics i violes elèctriques. Harley Benton també ven amplificadors, pedals i cordes.
Les guitarres Harley Benton es fabriquen en unes 20 fàbriques a la Xina, Indonèsia i Vietnam.

## Models de guitarra famosos
- Guitarres elèctriques (sèrie ST, sèrie TE, sèrie SC, sèrie DC, sèrie Fusion, sèrie HB)
- Guitarres acústiques (sèrie CLD, sèrie CLA, sèrie HBO)
- Guitarres clàssiques (sèrie CG, sèrie HBO)